# Новий день (Мелітополь)
«Новий день» — найстаріша газета Мелітополя. Видається з 1923 року. Раніше виходила під назвами «Радянський шлях», «Думка», «Радянський степ», «Серп і молот». Присвячена тематиці Мелітополя і Мелітопольського району. Має статус комунального підприємства, співзасновниками якого є Мелітопольський міська рада, Мелітопольський районна рада і трудовий колектив газети.

## Історія
Перший номер газети вийшов 27 травня 1923. Спочатку газета позиціонувалася як щоденна робітничо-селянська газета і носила назву «Радянський шлях». У 1924 році була перейменована в «Думку». Газета «Думка» була друкованим органом парткому, виконкому та профбюро Мелітопольського округу. У 1925 році газета перейменована в «Радянський степ». Весь час свого існування редакція газети розташовувалася в одному і тому ж будинку на розі вулиць Михайла Грушевського і Університетської.

## Головні редактори
- Шахматов
- І. Ткачук
- Г. Лін
- Дрелевскій
- Віліно
- Олександр Нахуімовіч Векслер — до 1937
- Третьяков — з 1937
- Я. Зильбер
- П. І. Севастьянов
- Векслер
- Рабинович — редактор ок. 1941
- Г. Сербін — з 19 січня по грудень 1947
- М. Т. Димченко — відповідальний редактор з 10 грудня 1947 по вересень 1953
- В. Максимов — редактор з 11 вересня 1953 по квітень 1958
- Микола Іванович Пересунько — редактор з 22 квітня 1958 по 1962
- Петро Іванович Жагель — в 1963—1981 роках[4]
- Степан Кузьмич Ткаченко — редактор з 1982 по 1994
- А. Силаєв — редактор з 1994
- Віктор Вікторович Селезньов — в 1996—2003 роках[5]
- Олександр Онисимович Андрущенко — редактор в 2003[6]
- Т. В. Полухіна — редактор з листопада 2003 по 2006
- Іванченко
- І. Рудь
- Олексій Сергійович Громико — в. о. ок. 2007 — липень 2008
- Діляра Лутфіевна Кудусова — з 6 листопада 2008[7].